# Don't Stop (canción de 5 Seconds of Summer)
«Don't Stop» es una canción por la banda australiana 5 Seconds of Summer, de su primer álbum debut, 5 Seconds of Summer (2014). La canción fue lanzada el 16 de junio de 2014 a través de Capitol Records como el segundo sencillo del álbum.

## Éxito en listas
La canción debutó en el número dos en las listas de Reino Unido, vendiendo 80,022 copias, 3,000 copias detrás de la canción "Ghost" de Ella Henderson.

## Vídeo musical
El 5 de mayo de 2014 se publicó en el canal VEVO de la banda un vídeo con la letra de la canción. El vídeo musical oficial fue publicado dos semanas después el 19 de mayo de 2014, que consta de 3 minutos y 38 segundos. En el vídeo aparecen los miembros de la banda vestidos de superhéores. El vídeo musical actualmente tiene más de 35 millones de visitas desde su publicación.

## Lista de canciones
| CD  |                     |                                                                   |           |          |  |
| N.º | Título              | Escritor(es)                                                      | Productor | Duración |  |
| 1.  | «Don't Stop»        | Steve Robson busbee Luke Hemmings Calum Hood                      |           | 2:50     |  |
| 2.  | «Rejects»           | Hemmings Michael Clifford John Feldmann Hood Ashton Irwin         |           | 2:49     |  |
| 3.  | «Try Hard»          | Hemmings Hood Richard Stannard Seton Daunt Ash Howes Tom Fletcher |           | 3:41     |  |
| 4.  | «If You Don't Know» |                                                                   |           |          |  |

| CD 2 |                              |          |  |
| N.º  | Título                       | Duración |  |
| 1.   | «Don't Stop» (Demo de Calum) | 2:49     |  |
| 2.   | «Wrapped Around Your Finger» | 3:40     |  |

| Descarga digital |              |          |  |
| N.º              | Título       | Duración |  |
| 1.               | «Don't Stop» | 2:50     |  |

| Descarga digital |                              |          |  |
| N.º              | Título                       | Duración |  |
| 1.               | «Don't Stop» (Demo de Calum) | 2:49     |  |

| Digital download |                         |          |  |
| N.º              | Título                  | Duración |  |
| 1.               | «Don't Stop» (Acústica) | 2:50     |  |

## Lanzamiento
| País      | Fecha               | Formato                 | Sello   |
| --------- | ------------------- | ----------------------- | ------- |
| Australia | 9 de mayo de 2014   | - CD - Descarga musical | Capitol |
| Europa    | 13 de junio de 2014 | - CD - Descarga musical | Capitol |

## Posiciones
| Lista (2014)                           | Posición |
| -------------------------------------- | -------- |
| Australia (ARIA)                       | 3        |
| Bélgica (Flandes) (Ultratop 50)        | 16       |
| Bélgica (Valonia) (Ultratop 50)        | 39       |
| Canadá (Canadian Hot 100)              | 34       |
| Dinamarca (Tracklisten)                | 18       |
| Francia (SNEP)                         | 63       |
| Irlanda (IRMA)                         | 1        |
| Países Bajos (Mega Single Top 100)     | 25       |
| Nueva Zelanda (Recorded Music NZ)      | 1        |
| Escocia (Scottish Singles Sales Chart) | 1        |
| España (Top 100 Canciones)             | 3        |
| Reino Unido (UK Singles Chart)         | 2        |
| Estados Unidos (Billboard Hot 100)     | 47       |